# 윌리엄 퍼킨스

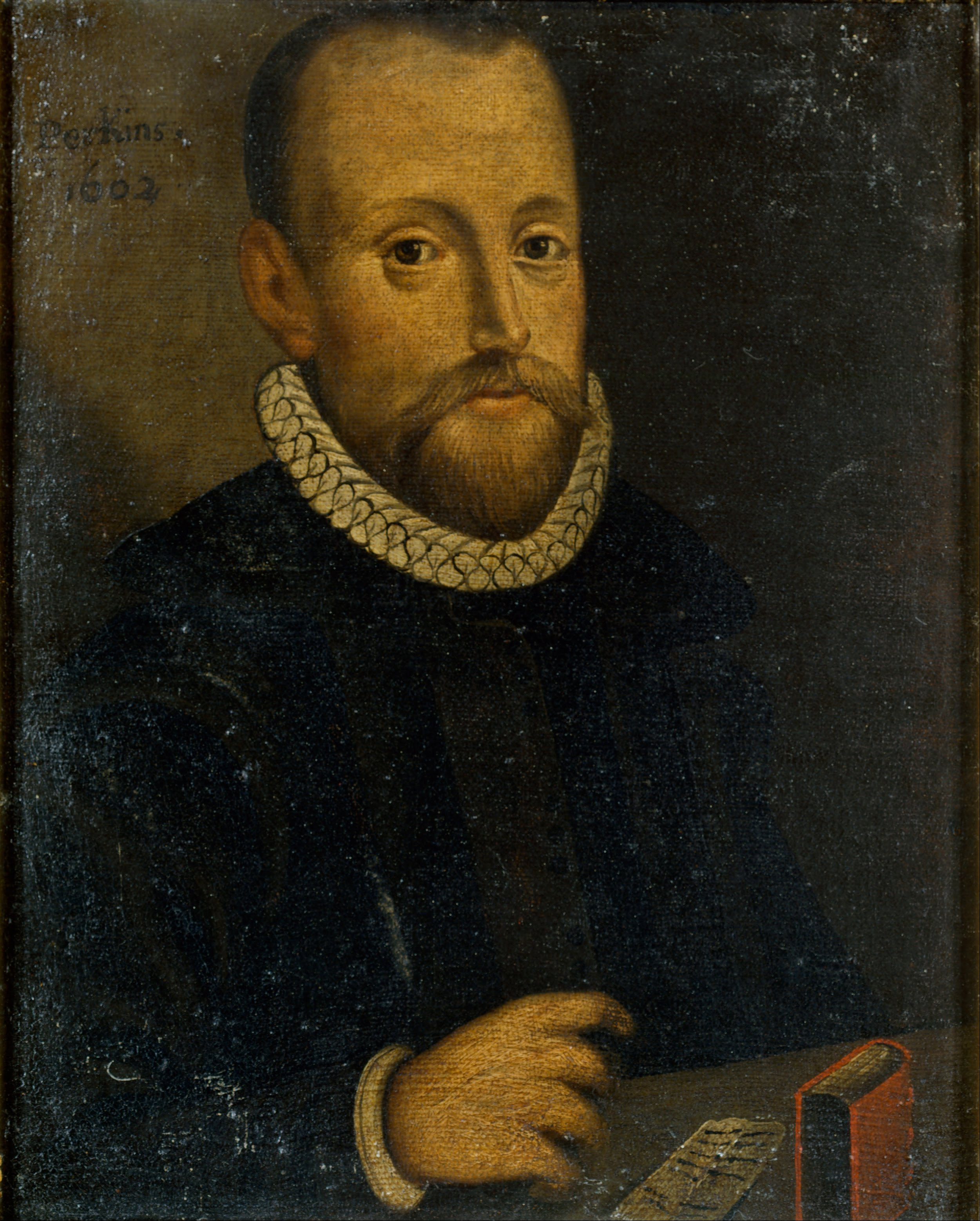
윌리엄 퍼킨스

윌리엄 퍼킨스(William Perkins, 1558년 ~ 1602년)는 영국의 영향력있는 성직자이며 캠브리지 신학자였다. 1577년에 크라이스츠 칼리지 (케임브리지 대학교)에 입학하여 그곳에서 B.A. 와  M.A. 학위를 받았다. 엘리자베스 통치기간에 영국 교회안에서 청교도 운동의 유명한 지도자가운데 한명이었다. 장 칼뱅과 테오도르 드 베즈의 타락전 선택설의 지지자였다. 다섯 솔라의 변호자였다.

## 생애
윌리엄 퍼킨스는 1558년에 토머스 퍼킨스와 해나 퍼킨스 사이에서 워릭셔 벌킹턴 교구에 있는 마스턴재빗이라는 마을에서 태어났다. 젊은 시절에는 술과 음란의 방탕한 생활을 보냈다. 1577년에 크라이스츠 칼리지 (케임브리지 대학교)에 입학하여 신분상승을 하게 되는 계기를 마련하였다. 1581년에 학부를 졸업하였고, 1584년에 석사학위를 받았다. 그는 로렌스 차더톤을 만나 그의 밑에서 개인교습을 받았고 그 이후 리처드 로저스, 리처드 그린햄을 만나 청교도시대의 포문을 열었다. 

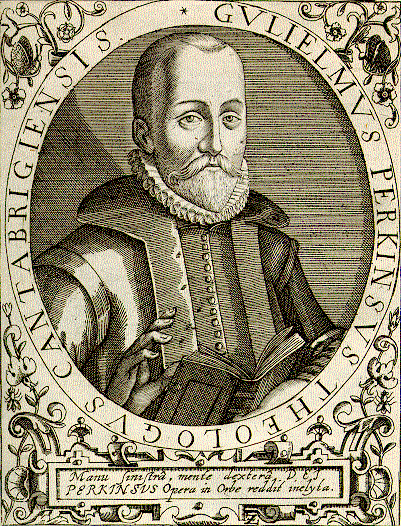
윌리엄 퍼킨스

## 신학적 견해
퍼킨스는 칼빈주의 이중예정론 지지자였다. 테오도르 드 베즈의 사상을 영국에 소개한 인물이었다. 개혁주의 구원론과 이중 예정론이 중심인 언약신학의 개혁주의 개념을 큰 위로가 되는 교리로 보았다. 개혁주의 구원론을 채택한 그는 오직 예수와 오직 성경만으로 교리가 그의 성경적 설교의 2가지 근본적인 초석이었다." 그는 문자적 해석을 하였으며, 믿음의 규칙을 응용한 것이다. 이 원리는 성경의 불명료한 본문은 전통이나 사색보다는 분명한 본문에 의해서 해석되어야 한다는 것을 주장한다. 그럼에도 불구는 문맥이 요구할때는 비유적이거나 유추적 언어를 위한 여백을 남겼다. 퍼킨스의 해석학은 후대에 많이 모방되었다.
퍼킨스의 신학은 칼빈과 라무스신학을 종합한 형태이다. 그에게 축복받는 삶이란 하나님의 지식과 자신에 대한 지식을 얻는 것이다. 이것에 대해 윌리엄 에임스는 축복과 행복을 결합시켰고, 이것이 웨스트민스터 소요리문답의 제 1 번 문항이 된 것이다. 인생의 목적은 하나님께 영광을 돌리고, 그를 영원히 즐기는 것이다.
퍼킨스의 명제는 유기된사람들이 소유한 일시적인 믿음과 오직 하나님의 선택받은 사람들이 갖는 구원하는 믿음을 대조하여 어떻게 사람이 유기되지 않고 택함받았음을 알 수 있는가에 대한 질문을 갖도록 하였다.

### 회심에 대하여
퍼킨스는 회심이 순간적이며 기회적인 경험 즉, 주로 사적인 종교적인 경험에서 오는 것이 아닌, 복음적 설교를 들음으로 칭의된 믿음의 예비적 은혜의 결과임을 주장하였다.

### 성령의 열매에 대하여
퍼킨스는 성령의 열매는 일반적으로 묘사하고, 성령의 은사는 특별한 것으로 구별하였다. 성령의 열매는 의의 나무에서 맺는 것이며, 선한 행위를 말한다. 이 선한 행위는 칭의적 믿음이 우선되어야 한다. 또한 하나님의 말씀에 순종함으로써 이루어져야 한다. 마지막으로 하나님께 영광이 돌려져야 한다.

## 영향
퍼킨스가 현대 기독교인들에게 잘 알려지지 않았지만, 엘리자베스 교회에서는 높이 존경받는 인물이었다. 퍼컨스의 이중 예정론은 야곱 아르미누스와 예정론을 반대하는 네덜란드의 목사들에게 비판의 대상이었다. 그의 가장 큰 영향은 미국의 청교도의 철학자이자 신학자 조너선 에드워즈이다. 또한 그의 제자였던 윌리엄 에임스는 퍼킨스와 칼빈이 가진 지식중심의 신학에서 의지 중심의 신학으로 이동하였다.
임종시 퍼킨스를 방문한 새뮤얼 워드는 그의 일기에서 '하나님은 그의 죽음이 대학에 돌이키기 힘든 손실이며 크나큰 심판이 되리라는 것을 알고 계시다. 왜냐하면, 그를 대신할 인물이 달리 없기 때문이다.'라고 기록하였다.
존 코튼은 퍼킨스의 설교에 대해서 번민을 가졌고, 퍼킨스의 사망에 대해 은밀히 좋아했다고 한다. 코튼은 리차드 십스의 설교를 듣고 회심하였고, 십스는 폴 베인스를 통해 회심하였다.

## 설교의 기술 (The Art of Prophesying)
피에르 드 라뮈의 논리적 기법을 이용하여 설교에 적용하였다. 이 기법은 이론중심이 아닌 실제 적용중심이었다. 퍼킨스의 설교는 적용이 풍부한 청교도의 기본 뼈대가 되었다.
역사적 문법적 분석, 교리추출, 적용의 세 가지 단계를 통한 설교준비를 따랐다. 첫째, 역사적 문법적 해석은 배경지식에 기반을 두며, 이 지식을 준비하고 학습되는 과정의 중요성을 말했고, 둘째, 교리추출은 성경구절이 가지는 원칙을 끄집어 내기 위해 여러 가지 증거구절을 제시하고, 그 교리를 체계화하고 설명함으로 듣는자가 설득되는 과정을 만들어갔으며, 세째, 적용은 앞서 두가지의 준비과정이 모두 삶에서 구체적으로 어떻게 활용되는지를 적극적으로 지적함으로 듣는자가 마음에 깊이 새길 수 있는 메시지를 전달하도록 하였다.

## 황금사슬 (Golden Chain)
퍼킨스의 이중예정론이 황금사슬의 도표에 잘 나와 있다. 그는 구원의 순서(Ordo Solutis)에 대해서 보다 체계적인 도표를 통하여 테오도르 드 베즈처럼 객관화하여 청교도의 구원관을 한 눈에 보게 표시하였다.
삼위일체의 하나님을 표시하였고, 예지와 예정과 선택받은 자와 유기된 자를 구분하였다.
하나님의 목적 성취가 하나님의 영광이다.

## 믿음을 얻는 단계[5]
(1) 말씀이 전파 되는 곳에 참석하는 것으로 시작한다.
(2) “우리 본성의 강퍅함을 부스러뜨리고 굴복시키는” 현상들을 동반할 수 있다.
(3) 사람이 하나님의 뜻에 고분고분하게 되면 하나님은 그를 율법에 대한 지식, 즉 무엇이 선이며, 무엇이 악인가에 대한 일반적인 이해로 인도하신다. 이러한 이해는 또 궁극적으로 “자기 자신의 독특한고도 고유한 죄들”에 대한 인식으로 연결된다.
(4) 네 번째 단계인 “율법의 두려움”이라고 부르는 것으로 인도한다는 것이다. 이 결정적 단계에서 사람들은 자신의 소망 없고 속수무책인 상태를 깨닫고 구원에 대해 절망한다. 여기까지는 구원하는 은혜의 역사가 없을 수 있다. 멸망하기로 예정된 자들도 여기까지는 올 수 있고 그 이상 나가지 않을 수 있다. 그러나 하나님이 택한 백성들은 그 후
(5) 자기들 마음에서 “복음 속에서 설명되고 전파된 구원의 약속에 대한 심각한 고려”를 발견하게 된다.
(6) 그때, 하나님은 그들의 마음에 믿음의 불꽃, 즉 “믿고자 하는 의지와 욕망”을 점화시키신다.
(7) 그러나 믿음이 점화 되자마자 전투가 시작되어 영혼은 의심과 절망에 대항하여 “열열하고 지속적이며 간절한 용서의 간구”로 싸우게 된다.
(8) 이 전투는 결코 끝나는 법이 없지만 결국은 “확신”과 자비의 설득의 느낌을 낳은다.
(9) 그 뒤에 “복음적 슬픔” 즉 “그것이 죄라는 이유로 죄에 대한 애통함”이 따르고
(10) 최종적으로 하나님은 그에게 “새로운 순종으로 그의 계명에 순종하고자 애쓰는 은혜”를 주신다

## 재물관
퍼킨스는 가진 청교도들의 재물관에 대하여 '부유하게 되는 것이 마치 어린 아이의 손에 칼을 쥐어 주는 것과 같이 만일 그 칼을 뺏지 않으면, 상처를 입게 된다'라는 비유를 사용하였다. 그는 중산층 정도의 절제된 삶을 사는 것은 자발적으로 소비에 있어서 한계점을 갖는 능력이라고 하였다. 그는 필요 이상의 물건을 소유하는 것을 경계하였다. 그는 사람의 마음은 필요 이상이다라는 측정을 할 수 없으며, 사치스러운 사람의 기호에 따라 충분함을 결정하면 안 되는 데, 그것은 그에게는 충분하다는 것을 느끼지 못하기 때문이라고 말하였다. 또한 성경이 이 부분에 대하여 말하지 않지만, 그 시대에 가장 깨어 있고, 도덕적인 사람의 기준으로 평가해야 한다고 주장하였다. 

## 평가와 분석

### 켄달의 분석
R.T. 켄달은 퍼킨스의 구원론과 칼뱅의 것을 구분하면서, 청교도의 구원론이 칼뱅의 가르침에서 벗어났다고 주장하였다.

#### 선택여부
칼뱅은 선택여부에 대하여 오직 그리스도만을 바라보게 하였고, 퍼킨스는 자신들의 성화를 바라보게 하였다. 베드로후서 1장 10절, '더욱 힘써 너희 부르심과 택하심을 굳게 하라. 너희가 이것을 행한즉 언제든지 실족치 아니하리라.'는 유효한 소명의 대상이 입증하기 위한 것으로 보고, 영국 칼뱅주의의 모토가 되게 하였다. 즉, 구원의 확신을 양심에 집중시켰다.

#### 속죄의 정도
칼뱅은 그리스도께서 모든 사람들을 위해 죽으셨기 때문에 사람들이 그리스도를 바라보게 하였는 데 반해, 베자와 퍼킨스는 오직 선택된 자를 위해 죽으셨다고 함으로 택함받은 자와 속죄의 은혜를 받은 자들의 수요가 갖도록 하였다. 칼뱅은 신앙의 대상과 확신의 근거를 일치시켰지만, 베자와 퍼킨스는 신앙의 대상(그리스도의 죽음)과 확신의 근거(성화)를 분리시켰다.

#### 작정의 순서인 타락전 예정설
황금사슬에서 퍼킨스는 베즈의 견해를 받아들였고, 선택된 자나 유기된 자가 모두 아직 꼴을 갖추지 않은 덩이로부터 예정되었다고 생각했다.

#### 행위언약과 은혜언약
하이델베르크 출신의 신학자였던 우르시누스는 하이델베르크 요리문답의 해설서를 저술하였는 데, 그것이 영국에서 <기독교 대요>로 번역되어 퍼킨스에게 영향을 미쳤다. 우르시누스의 가설적 개념인 행위언약이 퍼킨스에게 차용되었다.

#### 실천적 삼단논법
우르시누스로부터 차용된 용어인 실천적 삼단논법은 믿음의 중심을 선한 양심에서 찾았고, 이 양심이 이 원리로 움직인다고 주장하였다. 이것이 구원의 확신의 근거가 되었다. 이것은 그리스도를 바라보지 않고, 자신을 성찰하게 하는 내성률로 주관주의와 자기반성으로 이끌었다. 칼빈은 믿음과 확신사이에 차이를 두지 않았지만, 퍼킨스는 확신을 공고하기 위해 우리의 공로를 바라보아야 한다는 결론을 갖게 된다.

### 헤페의 평가[7]
하인리히 헤페는 퍼킨스에 대하여 '경건주의의 아버지'라고 평가하며, <황금사슬>에 대하여 경건과 거룩한 삶에 대한 기초를 낳은 학문으로 평하였다. 헤폐에 의하면 퍼킨스의 신학은 신자와 그리스도와의 신비적 연합이었다.

### 힐의 평가
크리스토퍼 힐은 퍼킨스에 대하여 이신칭의가 퍼킨스의 핵심신학이라고 주장하였다. 

### 홀의 평가
바실 홀은 퍼킨스가 칼빈주의를 크게 왜곡하여 예정론적 형이상학으로 변형시켰다고 주장하였다.

## 출판물
- Defensio pro Alexandro Discono (1584)
- A Warning against the Idolatrie of the Last Times (1584)
- Foure Great Lyers, Striuing Who Shall Win the Siluer Whetstone: Also, A Resolution to the Count (1585)
- A Treatise Tending Vnto a Declaration Whether a Man be in the Estate of Damnation or in the Estate of Grace: And If he be in the First, How he may in Time Come out of it: if in the second, how he maie discerne it, and perseuere in the same to the end. The points that are handled are set downe in the page following (1590)
- Armilla aurea, id est, Miranda series causarum et salutis & damnationis iuxta verbum Dei: Eius synopsin continet annexa tabula (1590)
- A golden chaine, or the description of theologie: containing the order of the causes of saluation and damnation, according to Gods woord. A view of the order wherof, is to be seene in the table annexed (1591)
- The foundation of Christian religion : gathered into sixe principles. And it is to bee learned of ignorant people, that they may be fit to hear sermons with profit, and to receiue the Lords Supper with comfort (1591)
- Prophetica, sive, De sacra et vnica ratione concionandi tractatus (1592)
- A case of conscience : the greatest that euer was; how a man may know whether he be the child of God or no. Resolued by the word of God. Whereunto is added a briefe discourse, taken out of Hier. Zanchius (1592)
- An exposition of the Lords prayer : in the way of catechising seruing for ignorant people (1592)
- Tvvo treatises·: I. Of the nature and practise of repentance. II. Of the combat of the flesh and spirit (1593)
- An exposition of the Lords praier : in the way of catechisme (1593)
- A direction for the government of the tongue according to Gods word (1593)
- An exposition of the Symbole or Creed of the Apostles : according to the tenour of the Scriptures, and the consent of orthodoxe Fathers of the Church (1595)
- A salve for a sicke man, or, A treatise containing the nature, differences, and kindes of death : as also the right manner of dying well. And it may serue for spirituall instruction to 1. Mariners when they goe to sea. 2. Souldiers when they goe to battell. 3. Women when they trauell of child (1595)
- A declaration of the true manner of knowing Christ crucified (1596)
- A reformed Catholike, or, A declaration shewing how neere we may come to the present Church of Rome in sundrie points of religion, and wherein we must for euer depart from them : with an advertisement to all fauourers of the Romane religion, shewing that the said religion is against the Catholike principles and grounds of the catechisme (1597)
- De praedestinationis modo et ordine : et de amplitudine gratiae diuinae Christiana & perspicua disceptatio (1598)
- Specimen digesti, sive Harmoniæ bibliorum Veteris et Novi Testamneti (1598)
- A warning against the idolatrie of the last times : And an instruction touching religious, or diuine worship (1601)
- The true gaine : more in worth then all the goods in the world (1601)
- How to liue, and that well: in all estates and times, specially when helps and comforts faile (1601)

사후 작품들
- The works of that famous and worthie minister of Christ, in the Universitie of Cambridge, M.W. Perkins : gathered into one volume, and newly corrected according to his owne copies. With distinct chapters, and contents of euery book, and a generall table of the whole (1603)
- The reformation of couetousnesse: Written vpon the 6. chapter of Mathew, from the 19. verse to the ende of the said chapter (1603)
- A commentarie or exposition, vpon the fiue first chapters of the Epistle to the Galatians: penned by the godly, learned, and iudiciall diuine (1604)
- Lectures vpon the three first chapters of the Reuelation: preached in Cambridge anno Dom. 1595 (1604)
- Gvilielmi Perkinsi Problema de Romanæ fidei ementito Catholicismo. : Estq[ue] Antidotum contra Thesaurum Catholicum Iodoci Coccij. Et [propaideia] iuventutis in lectione omnium patrum (1604)
- The first part of The cases of conscience : Wherein specially, three maine questions concerning man, simply considered in himselfe, are propounded and resolued, according to the word of God (1604)
- Satans sophistrie ansuuered by our Sauiour Christ: and in diuers sermons further manifested (1604)
- Hepieíkeia: or, a treatise of Christian equitie and moderation (1604)
- M. Perkins, his Exhortation to repentance, out of Zephaniah: preached in 2. sermons in Sturbridge Faire. Together with two treatises of the duties and dignitie of the ministrie: deliuered publiquely in the Vniuersitie of Cambridge. With a preface præfixed touching the publishing of all such workes of his as are to be expected: with a catalogue of all the perticulers [sic] of them, diligently perused and published, by a preacher of the word (1605)
- Works newly corrected according to his owne copies (1605)
- Of the calling of the ministerie two treatises, describing the duties and dignities of that calling (1605)
- The combat betweene Christ and the diuell displayed, or A commentarie upon the temptations of Christ (1606)
- A godlie and learned exposition vpon the whole epistle of Ivde... (1606)
- A C[hristian] and [plain]e treatise of the manner and order of predestination : and of the largenes of Gods grace (1606)
- The arte of prophecying, or, A treatise concerning the sacred and onely true manner and methode of preaching (1607)
- A cloud of faithfull witnesses, leading to the heauenly Canaan, or, A commentarie vpon the 11 chapter to the Hebrewes (1607)
- A treatise of mans imaginations : Shewing his naturall euill thoughts: His want of good thoughts: The way to reforme them (1607)
- A discourse of the damned art of witchcraft: so farre forth as it is revealed in the Scriptures and manifest by true experience ... (1608)
- The vvhole treatise of the cases of conscience : distinguished into three bookes (1608)
- Christian oeconomie: or, A short survey of the right manner of erecting and ordering a familie : according to the scriptures (1609)
- A graine of musterd-seede: or, the least measure of grace that is or can be effectuall to saluation (1611)
- A resolution to the countryman prooving it utterly unlawfull to buy or use our yeerely prognostications (1618)
- Deaths knell: or, The sicke mans passing-bell : summoning all sicke consciences to pr[e]pare themselues for the coming of the grea[t] day of doome, lest mercies gate be shut against them: fit for all those that desire to arriue at the heauenly Ierusalem. Whereunto are added prayers fit for housholders. The ninth edition. (1628)
- The works of William Perkins, ed. Ian Breward (1970)
- The Works of William Perkins Vol6 Ed. 조웰 비키 and Greg A. Salazar (2018)

## 참고 문헌
- Arminius, Jacobus (1602), Concerning the Order and Mode of Predestination and the Amplitude of Divine Grace by Rev. William Perkins, retrieved 2014-02-18 Beeke, Joel; Pederson, Randall (2006), "William Perkins", Meet the Puritans, Grand Rapids: Reformation Heritage Books, ISBN 1-60178-000-1, retrieved 2014-02-18 Brook, Benjamin (1994), "William Perkins", The Lives of the Puritans, 2, London: Soli Deo Gloria, ISBN 1-877611-79-4 Culianu, Ioan (15 November 1987), Eros and Magic in the Renaissance, Chicago: University of Chicago Press, ISBN 978-0-226-12316-5, retrieved 2014-02-18 Ferguson, Sinclair (1996), "Foreword", The Art of Prophesying, Edinburgh: Banner of Truth Trust, ISBN 0-85151-689-0 Herbert, James (March 1982), "William Perkins's "A Reformed Catholic": A Psycho-Cultural Interpretation", Church History, Cambridge University Press, 51 (1): 7–23, doi:10.2307/3165250, ISSN 0009-6407, JSTOR 2165150 Lea, Thomas D (June 1996), "The Hermeneutics of the Puritans", Journal of the Evangelical Theological Society, 39 (2): 271–284, ISSN 0360-8808, retrieved 2014-02-18 Neal, Daniel (1843), History of the Puritans, 1, New York: Harper & Brothers, OCLC 600071622 A Puritan's Mind (2012), William Perkins, retrieved 2014-02-18 Schaefer, Paul (2004), "The Arte of Prophesying", in Kapic, Kelly; Gleason, Randall, The Devoted Life, Downers Grove: InterVarsity Press, ISBN 0-8308-2794-3 Storms, Sam (8 November 2006), Arminian Controversy, Enjoying God Ministries, retrieved 2014-02-18 Venn, John; Venn, John Archibald (1953), "William Perkins", in Venn, John; Venn, John Archibald, Alumni Cantabrigienses (Online ed.), Cambridge: Cambridge University Press, retrieved 2014-02-18 von Rohr, John (June 1965), "Covenant and Assurance in Early English Puritanism", Church History, Cambridge University Press, 34 (2): 195–203, doi:10.2307/3162903, ISSN 0009-6407, JSTOR 3162903 Weber, Richard M (June 2001), "The Trinitarian Theology of Jonathan Edwards: An Investigation of Charges Against its Orthodoxy", Journal of the Evangelical Theological Society, 44 (2): 297–318, ISSN 0360-8808, retrieved 2014-02-18